# Битва за Зворник
Битва за Зворник (сербохорв. Битка за Зворник / Bitka za Zvornik) или Нападение на Зворник (серб. Напад на Зворник / Napad na Zvornik) — штурм Народно-освободительной армией Югославии города Зворник, который состоялся в ночь с 4 на 5 июля 1943. Силы трёх бригад НОАЮ штурмовали город, охраняемый двумя усташскими бригадами, пехотным полком и частями 369-й дивизии Вермахта. Штурм завершился победой партизан и освобождением города; выжившие усташские части, которые потеряли убитыми и ранеными около 2 тысяч, сбежали по мосту через Дрину, где вошли в состав Русского корпуса вермахта. В бою были убиты политрук 1-й пролетарской дивизии Филип Кляич и политрук роты 1-го батальона 1-й пролетарской бригады Радован Гардашевич. Город был оставлен 8 июля.

## Гарнизон Зворника
В Зворнике были сконцентрированы остатки разгромленных усташских батальонов: 21-го батальона из Дринячи, 29-го из Сребреницы, 28-го из Хан-Пиесака, а также 3-го усташского и 2-го из 15-го полка Власеницы, которые отступили после падения Власеницы. Город был защищён благодаря обилию холмов, на которых располагались укрепления и разнообразные огневые точки. Ключевыми точками города являлись пригороды Вратоломац, Змаевац, Кула-Град и Младжевац (располагался к югу от Зворника вплоть до Дрины). В селе Цапардима (15 километров к западу от Зворника) на дороге Зворник — Тузла располагались две роты 3-го батальона Тузланской бригады.

## Подготовка к атаке
По предложению командира 1-й пролетарской дивизии Кочи Поповича нападение было назначено на 21 час 4 июля. Руководила нападением 1-я пролетарская ударная бригада при поддержке 1-й и 2-й воеводинских бригад. По плану атаки ночью предполагалось стремительной атакой выбить усташей из Кулы-Града, Змаеваца и Вратоломаца, закрепиться на Дрине и не позволить усташам перебросить свои подкрепления в направлении Дринячи и Цапарде или Биелины, а затем разгромить остатки войск.
В направлении Кулы-Града и на сам город двигались четыре батальона 1-й пролетарской бригады и 2-й батальон 2-й воеводинской бригады. Батальон 1-й пролетарской и 3-й батальон 2-й воеводинской атаковали Змаевац, 1-й батальон 2-й воеводинской перекрывал дорогу Зворник — Тузла и выходил на дорогу Ахметово-Брдо — Рудине. 1-я воеводинская бригада выходила на село Цапарде и выходила к селу Косовачи, где были укреплены усташи, тем самым перекрывая Зворник с запада. Остальные части 1-й пролетарской дивизии атаковали Соколац.

## Ход штурма
В первые часы боя были взяты Кула Град, Младжевац и Змаевац. Утром усташи оказывали упорное сопротивление, совершая дерзкие контратаки, однако югославские партизаны только сузили кольцо окружения. Крагуевацкий батальон 1-й пролетарской бригады добрался до моста и с группой бомбомётчиков и пулемётчиков прорвал линию усташской обороны, что вызвало панику среди хорватов. Запаниковавшие усташи спешно бросились к мосту, однако их там ожидала засада: десятки пулемётчиков и артиллеристов НОАЮ разрушили мост, и огромная часть усташей утонула в Дрине. Немногие выжившие сбежали по направлению к сербской границе, где вошли в состав Русского корпуса вермахта в Малом Зворнике.
К полудню 5 июля город был освобождён, партизанам досталось огромное количество вооружения и припасов. Убитыми и ранеными усташи потеряли 2 тысячи человек. В отчёте 2-го военного округа НГХ за июль 1943 года об оставлении Зворника сообщалось следующее:

Приблизительно в тот же время на главной оборонительной линии появился неприятель и своими малыми ударными группами, хорошо вооружёнными, ночью прорвал нашу основную оборонительную линию. Успев выбить наши силы из пунктов Дивич и Младжевац, а также Змаевац, небольшые силы противника сыграли важную роль в вытеснении наших сил под непрерывным огнём в городе. Они отступили со своих позиций, оставив без защиты главные огневые точки в городе, которые предотвращали прорыв в его центр…

Документ из Тузлы от 22 июля 1943, отправленный в Загреб, сообщил следующую информацию о битве за Зворник:

Зворник предполагалось оборонять силами 1-го усташского батальона, который в ходе ожесточённых боёв был разбит наголо, и его солдаты были усталыми, неодетыми и босыми, но с оружием в руках. Эти солдаты не были способны воевать, за несколько дней боёв при Зворнике им не доставили ни обувь, ни одежду.
В ночь с 4 на 5 июля Зворник был атакован силами партизан и захвачен. Командование, усташские войска, легионеры и гражданское население бежали в Сербию. При переправе через Дрину погибло много людей (от 400 до 500)… После этого поражения народ пребывает в состоянии паники, депрессии и отчаяния, авторитет власти резко упал…

## Отражение последующих контратак
В тот же день в село Цапарде прибыли разведывательный отряд и противотанковый батальон 369-й дивизии хорватских легионеров, со стороны Босанского Брода подошёл 2-й штурмовой батальон. Рота усташей из Цапарде и три танка из разведывательного батальона вместе с этими силами, которыми руководили немцы, предприняли попытку штурма 5 июля позиций 1-й воеводинской бригады с целью прорваться к Зворнику. С воздуха немцев прикрывала авиация. Штаб 1-й пролетарской дивизии не смог получить точные сведения о силах немцев. Он считал, что немцев там не так уж много, и предпринял попытку отправить туда подкрепление.
Бой оказался довольно тяжёлым: 2-й батальон был окружён, но благодаря смелым действиям командира и умелом манёвре прорвался из кольца окружения. Часть 3-го батальона была отрезана от внешнего мира, 1-й батальон продолжал бои весь день и сумел после многочисленных жертв прорваться. В бою был убит Филип Кляич, политрук 1-й дивизии. Уже на следующий день 3 тысячи немецких и усташских солдат, большая часть которых служила в 370-м полку 369-й пехотной дивизии, при поддержке авиации и танков, направились к дороге Цапарде — Зворник, оттеснив силы НОАЮ и поспешив к Зворнику. Однако 8 июля партизаны, силы которых не удалось расколоть на две части, отошли к югу от дороги. 2-я воеводинская бригада вступила в бой, несмотря на постоянные авианалёты. 8 июля немцы всё же заняли дорогу. Рота 2-го батальона этой же бригады и рота из 1-й пролетарской бригады были отрезаны в северном направлении от основных сил и направились к Маевице. 8 июля немцы вошли в Зворник, который уже успели оставить партизаны. Было убито много солдат 370-го пехотного полка, тяжело ранены командир и адъютант полка.